# توماس فرناندز (بازیکن فوتبال، زاده ۱۹۹۸)
توماس فرناندز (انگلیسی: Tomás Fernández؛ زادهٔ ۸ اوت ۱۹۹۸) بازیکن فوتبال است.
از باشگاه‌هایی که در آن بازی کرده‌است می‌توان به باشگاه فوتبال بوکا جونیورز اشاره کرد.